# 11. Division (Japanisches Kaiserreich)
Die 11. Division (jap. 第11師団, Dai Jūichi Shidan) war eine Division des Kaiserlich Japanischen Heeres, die von 1898 bis 1945 bestand. Ihr Tsūshōgō-Code (militärischer Tarnname) war Brokat-Division (錦兵団, Nishiki-heidan).

## Allgemeine Daten
Die 11. Division war 1898 eine von sechs neu gegründeten Divisionen, nachdem 1888 auf Empfehlung des preußischen Militärberaters Jakob Meckel die ersten Divisionen des Kaiserlich Japanischen Heeres aus den seit 1871 bestehenden sechs regionalen Kommandos gebildet worden waren. Zuständig für die Präfekturen der Shikoku-Insel lag das Hauptquartier der ca. 15.000 Mann starken Division in Zentsūji.

## Geschichte der Einheit
Am 1. Oktober 1898 wurde sie als Karree-Division aus der 10. Brigade (12. und 22. Infanterie-Regiment) und 22. Brigade (43. und 44. Infanterie-Regiment), dem 11. Kavallerie-Regiment und dem 11. Gebirgsartillerie-Regiment aufgestellt.

### Russisch-Japanischer Krieg
Die Division wurde während des Russisch-Japanischen Krieges 1904–1905 unter dem Befehl von Generalleutnant Tsuchiya Mitsuharu der 3. Armee zugeteilt, die unter ihrem Oberbefehlshaber General Nogi Maresuke die Festung Port Arthur belagerte. Dort nahm sie an den drei großen Angriffen zwischen August und Dezember 1904 teil. Bei ihren Angriffen gegen die westlichen Stellungen von Port Arthur konnte sie zwar anfangs Teilerfolge erzielen, doch musste sie im weiteren Verlauf der Belagerung schwerste Verluste bei geringen bis keinen Erfolgen hinnehmen. Am 1. Dezember 1904 wurde Generalleutnant Samejima Shigeo der neue Divisionskommandeur.
Nachdem Port Arthur am 2. Januar 1905 kapitulierte, wurde die neue 5. Armee, mit der 11. Division als Stammeinheit, gegründet. Verstärkt durch einige Reserveeinheiten hatte sie maßgeblichen Anteil am siegreichen Verlauf der Schlacht von Mukden.

### Sibirische Intervention
Von August 1920 bis 1922 war die 11. Division an der Sibirischen Intervention beteiligt und ersetzte dabei die 14. Division. Sie war Teil der Entente-Mächte, die die Weiße Armee im Russischen Bürgerkrieg gegen die bolschewistische Rote Armee unterstützten. Im Zuge der Operation wurden alle Häfen und größeren Städte in der russischen Provinz Primorje und Ostsibirien besetzt. Angesichts des Rückzuges ihrer Alliierten und der hohen Kosten zogen sich die japanischen Soldaten im Oktober 1922 ebenfalls zurück.

### Zweiter Japanisch-Chinesischer Krieg
Während des Zweiten Japanisch-Chinesischen Krieges war sie als Garnisonseinheit in der Mandschurei eingesetzt. Im Oktober 1939 wurde sie in eine Triangulare Division (Division mit 3 Infanterie-Regimentern) umgewandelt und musste das 22. Infanterieregiment abgeben, das die Stammeinheit der neuen 24. Division wurde.

### Zweiter Weltkrieg/Pazifikkrieg
Im Zweiten Weltkrieg war die 11. Division zunächst in Ost-Mandschukuo zur Partisanenbekämpfung eingesetzt. Teile der Division wurden nach Guam gesendet, wo sie in der Schlacht um Guam 1944 vernichtet wurden.
Im April 1945 wurden die Reste der 11. Division im Rahmen der Operation Ketsu-gō nach Shikoku verschifft und unterstanden dort der 55. Armee. Wegen der Atombombenabwürfe auf Hiroshima und Nagasaki am 6. und 9. August 1945 kam es nicht mehr zur erwarteten alliierten Invasion Japans. Im August 1945 wurde die 11. Division aufgelöst.

## Gliederung

### 1898
- 10. Brigade
  - 12. Infanterie-Regiment
  - 22. Infanterie-Regiment
- 22. Brigade
  - 43. Infanterie-Regiment
  - 44. Infanterie-Regiment
- 11. Kavallerie-Regiment
- 11. Gebirgsartillerie-Regiment
- 11. Pionier-Regiment

### Zu Kriegsende 1945
- 12. Infanterie-Regiment
- 43. Infanterie-Regiment
- 44. Infanterie-Regiment
- 11. Kavallerie-Regiment
- 11. Gebirgsartillerie-Regiment
- 11. Pionier-Regiment
- 11. Transport-Regiment

## Führung
Divisionskommandeure
- Nogi Maresuke, Generalleutnant: 1. Oktober 1898 – 22. Mai 1901
- Okihikari Makoto, Generalleutnant: 22. Mai 1901 – 5. Mai 1902
- Tsuchiya Mitsuharu, Generalleutnant: 5. Mai 1902 – 1. Dezember 1904
- Samejima Shigeo, Generalleutnant: 1. Dezember 1904 – 6. Juli 1906
- Tsuchiya Mitsuharu, Generalleutnant: 6. Juli 1906 – 21. Dezember 1908
- Ijichi kōsuke, Generalleutnant: 21. Dezember 1908 – 30. November 1910
- Yoda Hirotaro, Generalleutnant: 30. November 1910 – 8. August 1914
- Kakizaki Tomisaburou, Generalleutnant: 8. August 1914 – 6. August 1917
- Machida Kei, Generalleutnant: 6. August 1917 – 12. April 1919
- Saito Kijiro, Generalleutnant: 12. April 1919 – 26. Februar 1921
- Yoshinori Shirakawa, Generalleutnant: 11. März 1921 – 15. August 1922
- Kosai Hyogo, Generalleutnant: 15. August 1922 – 2. März 1926
- Koizumi Rokuichi, Generalleutnant: 2. März 1926 – 1. August 1929
- Iwane Matsui, Generalleutnant: 1. August 1929 – 6. August 1931
- Atsuhigashi Tokutaro, Generalleutnant: 6. August 1931 – 18. März 1933
- Harada Keiichi, Generalleutnant: 18. März 1933 – 1. August 1934
- Motoo Furusho, Generalleutnant: 1. August 1934 – 21. September 1935
- Kanichiro Tashiro, Generalleutnant: 21. September 1935 – 1. Mai 1936
- Tada Hayao, Generalleutnant: 1. Mai 1936 – 14. August 1937
- Yamamuro Munetake, Generalleutnant: 14. August 1937 – 15. Juli 1938
- Watari Hisao, Generalleutnant: 15. Juli 1938 – 2. Januar 1939
- Naito Shoichi, Generalleutnant: 7. Januar 1939 – 28. November 1939
- Mitsuru Ushijima, Generalleutnant: 1. Dezember 1939 – 15. Oktober 1941
- Takamori Takashi, Generalleutnant: 15. Oktober 1941 – 7. April 1945
- Ono Koichi, Generalleutnant: 7. April 1945 – September 1945